# Riccardo Rovinelli
Riccardo Rovinelli (Fano, 6 luglio 1972) è un ex calciatore italiano, di ruolo centrocampista.

## Carriera
Cresce nel Fano con cui gioca per tre stagioni in Serie C.
Nel 1993 viene notato dal Ravenna che gli permette di compiere il salto in Serie B: gioca con i giallo-rossi romagnoli per sei stagioni, nelle quali totalizza 147 presenze e 2 reti (delle quali 107, con un gol, in Serie B).
Nel 1999 si trasferisce alla Ternana dove disputa la sua ultima stagione in Serie B.
Successivamente farà ritorno al Fano in Serie D.

## Palmarès
- Campionato italiano di Serie C1: 1

Ravenna: 1995-1996